# Dendromyza papuana
Dendromyza papuana är en tvåhjärtbladig växtart som beskrevs av Danser. Dendromyza papuana ingår i släktet Dendromyza och familjen Amphorogynaceae. Inga underarter finns listade i Catalogue of Life.